# まるごと・杏樹学園
『まるごと♥杏樹学園』（まるごと・あんじゅがくえん）は、「月刊少年エース」（角川書店）にて2005年10月号から2007年5月号まで連載された、天津冴（あまつ さえ）の漫画作品。単行本は全3巻。

## あらすじ
妖怪使いの家系に生まれた少年「伽峨覚夜」は母親の策略により、男の子なのに人里離れた山の中に有る全寮制女子校「杏樹学園」に無理やり転校させられる。
「杏樹学園」で覚夜は将来の従となる妖怪を探さなければならないのだが、妖怪といっても回りはすべて女の子。いったい覚夜はどうなってしまうんだろうか。ドギドキの学園ラブコメディ。

## 登場人物
伽峨 覚夜（かが かぐや）
主人公の人間の男の子。妖怪使い一家の跡取だが、深いトラウマがあって妖怪が苦手。そのため母親の策略により女装させられ、杏樹学園へ宅配便に箱詰めにされて送られ無理やり入学させられる。
妖力を吸い取る能力や、その吸い取った妖力を貯めた弾を使う事が出来る短刀を持つ。
白梶 ネネ（はくび ねね）
九尾の狐一族。しかし実際は7尾しかなくその事を気にしている。気が荒く、すぐに覚夜を殴ってしまうが、最近覚夜の事が気になり始めている。覚夜が男である事を知っている。オチコボレクラス。
白梶 巴（はくび ともえ）
九尾の狐一族で、頭に使い魔のキツネを載せている。ネネの双子の姉で妖力は生徒の中で最強、1年で生徒会長を努めている程。覚夜と出会った日に、とあるはずみで女の子の大切な所をみられたり、事故でキスしてしまったりして以来、覚夜の「お嫁さん」になりたいと思っている。覚夜が男である事を知っている。胸が無いのがコンプレックス。エリートクラス。
佳良 茶紗（けら ささ）
から傘オバケ。学園最弱であることにコンプレックスを持っている。女子校に対してただならぬ妄想をもっており、時々その妄想に浸ってしまう。オチコボレクラス。
天緒 未央（あまお みお）
人狼。トップクラスの実力を持っているが、狼は群れないという事を誇りにしている。服を着るのを極端に嫌い、僅かな衣類だけを纏っているが、ネクタイだけは欠かせない。おでこにキスすると、元気いっぱいのちっちゃな狼に変身する。変身した未央は噛み癖があり、覚夜を噛むのが大好き。覚夜が男である事を知っている。オチコボレクラス。
さき
座敷童子。覚夜達が暮らすオチコボレクラスの寮の寮長。座敷童子なのに怪しげな関西弁を喋り、妖力はほとんどなく、人を幸せにすることができないダメ座敷童子（4級）。妖力はない代わりに腕力があり、なにかとすぐ暴力を振るう。落ち込む時は徹底的に落ち込む事がある。
実は天津作品の中でも初期のキャラであり、根強いファンが多い（『恋はうちらの宝箱』）。
フレア
本名は「フレデリカ・レインハート」。悪魔っ娘。出番は少ないが、たまに出ては寮のみんなを引っかき回す。下ネタが得意らしい。入学早々教師に手を出し、罰を受け封印されて小さくなっていたが、この度許されて元の姿に戻った。悪魔の姫だったが……弱い。オチコボレクラス。
緋雨（ひさめ）
妖狐で巴に仕える忍。覚夜を巴をかどわかす者とみなして、覚夜を付け狙う。覚夜が男である事を知っている。胸が大きいのを巴の手前隠していた。
夏姫 瑠流（なつき るる）
二口妖怪族。覚夜の幼馴染で、覚夜と同様、覚夜母の手により杏樹学園へ宅配便で送られてきた。幼い頃、別人格の二口が、覚夜を頭から食べようとして襲ったのが覚夜のトラウマの原因。しかし本人はそれに気づいていなかった。覚夜の事が大好きで、自分は覚夜の許婚だと勝手に思い込んでいた。

### その他の登場人物（妖怪編）
白雪（びゃくせつ）
黒ネコの猫又。学園の理事長だが、校長との麻雀の負けのツケとしてオチコボレクラスの担任をさせられている。その為、授業をやる気がない。覚夜からは「白（びゃく）ちゃん」と呼ばれている。語尾に「～きゃっと」「～びょう」とつけて話す。
元の飼い主が学園の設立者兼前理事長で、その死後に意思を継いで理事長となった。
バックベアード
学園の校長。理事長を「ネコちゃん」と呼び、理事長の椅子を狙い、日々いじり倒している。学園で最強の妖力を持つ。覚夜の母親と友人だった。
霧崎 文夏（きりさき ふみか）
種族不明。三つ編おさげのメガネっ娘。前生徒会長。生徒会長の座を賭けて覚夜たちと尻相撲で闘ったが負けた。
門井 まと（かどい まと）
種族不明。会長戦での前会長チームの副将。
三月 みみ（みつき みみ）
種族不明。会長戦での前会長チームの先鋒。
浅倉 しま（あさくら しま）
鬼族。2年生なのに1年生のネネを「お姉ぇさま」とあらぬ感情で追いかけ回す。ちなみに、しまによると、ネネが「タチ」で、しまが「ネコ」らしい。自称「人間ハンター」を名乗り、邪魔な覚夜を倒そうとする。
巫女クラブ
退魔師を目指す三人組の妖怪。生徒の中で最弱の佳良茶紗を狙っている。合体技で一人の巫女となれる。
ぶるまはかし
国の保護妖怪で希少種。人知れず背後からブルマをはかせるのが得意。
エリートクラス座敷童子
エリートクラスの寮の寮長。その昔、さきにクール便で宅配されたA級座敷童子とは違う。（『恋はうちらの宝箱』）
ちゃちゃ
普通クラスの寮の寮長で座敷童子。幸せポイントを貯めて黒帯に昇格した。

### その他の登場人物（人間編）
お館さま
妖怪使いの伽峨家の当主で覚夜の母。覚夜を杏樹学園へと送り届けた張本人。第1話のみにしか登場していない。

## 豆知識
杏樹学園　生徒心得
杏樹学園校歌
杏樹学園は長野県にあるらしい。
ヒンヤリ宅急便は、覚夜の母が、覚夜を学園に送り届ける際使用したクール宅配便。その後幼馴染の夏姫瑠流が学園へ来る時も利用された。
学園の麓には妖怪だけが住んでする町があり、日常生活で必要なものは殆ど揃う。そのため生徒達が一般の人間と出会う事はない。

## 単行本
角川書店　コミックエース
1. KCA77-9　ISBN 978-4-04-713822-3（4-04-713822-3） 本体540円 2006年（平成18年）5月
2. KCA77-10　ISBN 978-4-04-713879-7（4-04-713879-7） 本体540円 2006年（平成18年）10月
3. KCA77-11　ISBN 978-4-04-713925-1 本体540円 2007年（平成19年）5月　※ 完結

各巻初版第1刷版には特典として学生証がつけられた。1「覚夜」、2「巴」、3「ネネ」。
中国版・台湾版が現在発売されている。
※ ISBNコードは2007年（平成19年）1月1日よりの新規格を表示。（）内はそれ以前の旧規格での表示。